# 八王子市立中山中学校
八王子市立中山中学校（はちおうじしりつなかやまちゅうがっこう）は東京都八王子市中山にある八王子市立の中学校。

## 概要
東京都八王子市中山に1980年、24番目の市立中学校として設置された公立の中学校。東京都学校評価基準作成研究協力校（1981年度から1983年度まで）、文部科学省学力向上拠点形成事業推進校（2005年度から2007年度まで）、八王子市教育委員会研究指定校（2005年度から2006年度まで）に指定されたことがある。

### 学級規模
生徒数は1学年78名、2学年77名、3学年79名　合計234名である（2023年|令和5年1月1日現在）。
開校当初は582名の生徒数であったが、その後、急激に生徒数は上昇し、1985年には974名に上った。しかし、これをピークに生徒数は下降していき、1998年には389名にまで減少した。その後もこの水準を上回ることはなく、2002年以降は200人台後半から300人台前半の生徒数で推移している。

### 施設
八王子市中山にある34,982平方メートルの敷地に、1979年に建設された（竣工は翌1980年）。校舎（6,144平方メートル）には、10の普通教室と19の特別教室が整備されている。また、745平方メートルの広さを持つ体育館（1980年に竣工）やプール（1980年に竣工）も備えられている。

### 校歌・校章
- 八王子市立中山中学校歌（作詞:校歌制定委員会、作曲:三谷二郎）
- 八王子市立中山中学校生徒会歌（作詞:生徒からの募集、作曲:松本さやか・松本あすか）

いずれの曲も中山中学校のホームページで聞くことができる。
校章は学校所在地周辺が絹に関係していたことから、3枚の桑の葉をモチーフに描かれている。

## 沿革
- 1980年2月1日、八王子市立中山中学校として創立
- 1980年7月16日、併設されるプール竣工
- 1983年6月30日、校舎増築が竣工し、6教室が増設
- 1983年11月18日、テニスコート（2面）が整備

## 教育目標
よく勉強し、よく働き、そして、よく鍛える生徒

## 年間行事
- 4月 - 始業式、入学式、離任式、
- 5月 - 生徒総会
- 6月 - 体育祭（運動会）
- 7月 - 終業式
- 9月 - 始業式、修学旅行（3学年のみ参加、京都府・奈良県方面）
- 10月 - 音楽祭（クラス対抗で合唱を披露する催し）、自転車安全教室
- 11月 -
- 12月 - 終業式
- 1月 - 始業式、スキー教室（1学年のみ参加、長野県菅平高原方面）
- 2月 -校外学習（2学年のみ参加、神奈川県横浜市方面）
- 3月 - 卒業式

## 生徒会活動
生徒総会を毎年5月に開催する

## 部活動

### 運動系
- 野球部
- サッカー部
- 女子バスケットボール部
- 男子バスケットボール部
- 女子ソフトテニス部
- バドミントン部
- 陸上競技部

### 文化系
- 美術部
- 吹奏楽部
- 中山里山クラブ（ボランティア部）

## 通学区域
通学区域は高嶺小学校、中山小学校と片倉台小学校学区域の一部である。住所地では、八王子市中山（全域）、北野台（全域）、絹ケ丘2丁目から3丁目、片倉町の一部が該当する。

## 学区内の主な施設
- 雲岳山光照寺
- 勝楽寺
- 山王神社
- 白山神社 - 八王子八十八景の1つ
- 北野台中央公園

## 交通アクセス
- 最寄り駅は京王線北野駅。京王線長沼駅やJR横浜線片倉駅などもほぼ同じ距離だが、3駅とも本校から3km近く離れている。
- バス
  - 京王線北野駅北口から、「西武北野台」行きに乗り終点下車徒歩5分
  - JR横浜線八王子みなみ野駅 から、「北野駅北口」「八王子駅南口」行きに乗り「白山神社」停留所下車徒歩10分

## 主な出身者
- 渡部建（アンジャッシュ、プロダクション人力舎所属の芸人）
- ROLAND (ホスト)